# Некрасова, Елена Анатольевна
Елена Анатольевна Некрасова (род. 1964, Одесса) — современный писатель, режиссёр и художник, одна из представителей Новой украинской волны.

## Биография
Закончила биологический факультет Одесского государственного университета им. Мечникова. В 1985—1993 работает как художник, занимается инсталляцией, видеоартом, принимает участие в Медиафорумах МКФ. Персональные выставки в Одессе, Нью-Йорке, Гамбурге, Мюнхене, Праге и др..

## Художник
Елена Некрасова - яркая представительница украинского трансавангарда, одна из основателей Новой украинской волны.
Термин "трансавангард" ввел в 1979 году теоретик искусства, арт-критик и куратор Акилле Бонито Олива применительно к направлению в итальянском искусстве (представители , Сандро Киа, Миммо Паладино, Франческо Клементе и др).
Это направление характеризуется разнообразием техник и художественных приемов, раскрепощенным "авторским диалогом" с различными пластами мировой культуры. Также художникам трансавангарда присуще чувство самоиронии и некоторой отстранённости от создаваемых произведений искусства.  И у зрителя, и у самого творца  есть возможность различных интерпретаций произведения, поскольку в процессе его создания художник следует не только первоначальному плану, но также  интуиции, нащупывая новые смыслы.
- В середине 1980-х годов в СССР к власти пришел Михаил Горбачёв и страна двинулась навстречу свободе общения с иностранцами и обмену информацией.  Философия трансавангарда с ее идеями переосмысления  художественного опыта, накопленного человеческой культурой за все века, как нельзя лучше подошла молодой художнице Елене Некрасовой. Ведь она родилась и жила в Одессе - южноукраинском городе на берегу Черного моря с мультикультурными корнями и многонациональным населением. На улицах Одессы соседствуют  архитектурные шедевры итальянских и французских зодчих, стили от классицизма и барокко до конструктивизма и постмодерна, а население состоит из украинцев, русских, евреев, болгар, греков, немцев, армян. Этот город имеет строптивый, хотя и добродушный в целом характер.  Он дышит эмоциями и пропитан знаменитым на весь мир одесским юмором. Это была идеальная почва для семян трансавангарда, которые  очень быстро прижились в Одессе. Елена Некрасова, а также трое ее друзей - Сергей Лыков, Александр Ройтбурд и Василий Рябченко активно включились в творческую работу, создавая полотна "чрезмерных",  по мнению многих коллег, размеров. Не только размеры, но и "чрезмерно"  эмоционально- экспрессивное  содержание холстов отличало четверку, особенно в сравнении с актуальным в то время в Москве холодно-концептуальным нео-авангардом. Но художники, невзирая на критику и непонимание, продолжали творить и устраивать выставки своих работ на различных площадках.

В 1989 году состоялась  выставка "После модернизма" ( Е. Некрасова, С. Лыков, А. Ройтбурд, В. Рябченко) в Одесском Художественном  музее.  Некоторые возмущенные  сотрудники обратились в КГБ (Комитет Государственной Безопасности) с просьбой  не допустить проведения "позорной"  выставки в стенах знаменитого музея, который  являлся государственным учреждением СССР. Но усилиями искусствоведов Михаила Рашковецкого и Галины Богуславской экспозиция была разрешена к показу широкой публике. 
В 1990 году в  Одесском Художественном Музее состоялась ещё одна выставка "После модернизма- 2", тем же составом -  Е. Некрасова, С.Лыков, Александр Ройтбурд и Василий Рябченко.
Эти две резонансные выставки, на которых было представлено более 100 живописных полотен, ознаменовали собой "легализацию" в СССР ( а как минимум, в Одессе) непривычного для официоза нового искусства трансавангарда. Впрочем, вскоре СССР распался на самостоятельные государства, а Елена Некрасова и художники группы  продолжали работу и выставочную деятельность контексте актуального украинского арт-движения.
Елена Некрасова, каталог художественных работ
Выставка "Вавилон", 1990 г.
Выставка "Новые фигурации", 1991 г.

## Режиссёр
В 1999-2004 годах создает цикл документальных фильмов по заказу фонда Джорджа Сороса. В 2000м году - театральный проект "Старуха" по произведениям Д.Хармса.
Автор нескольких сценариев полнометражных игровых фильмов.
В 2010-2012гг,  во время кругосветного путешествия на парусной яхте создает документальный сериал "From Land to Land"  (14 серий)
C 2005 года пишет прозу.

## Писатель
В 2009 году — автор идеи и организатор Гоголевского Открытого Литературного Фестиваля в Одессе.

## Список произведений
- Роман «Гиль-гуль» («Амфора», «Ред Фиш», 2006)
- Рассказ «Три Адовы собаки» (в сборнике «Секреты и сокровища», «Амфора», 2006).
- Повесть «Вова Четверодневный» (в сборнике «Пять имен I», «Амфора», 2006).
- Роман «Щукинск и города» (издательство «Флюид», 2007) — в шорт-листе премии Русский Букер (2008).
- Роман «Автор сценария» (издательство «Флюид», 2008).
- Сборник повестей и рассказов «Три Адовы собаки» (издательство «Флюид», 2009).
- Роман «Маленькие» («АСТ», 2013).